# 鄭嘉訓
鄭嘉訓（1767年—1832年），通稱古波藏親方，名爾方，號泰橋，琉球國官僚、書法家。他是19世紀琉球的代表書法家，擅長行書和草書。今日沖繩縣和鹿兒島縣留有許多他的筆跡。
鄭嘉訓是閩人三十六姓的後代。1791年，成為御右筆相對役。1796年，前往清朝的福州留學。他曾三次前往中國和薩摩藩。1806年，尚灝王繼位，他作為謝恩使團的儀衛正隨行上江戶。1816年，受到島津齊興的招聘，留在鹿兒島城一年半，對薩摩藩士的書道進行指導。同年，升紫金大夫。1824年，成為總理唐榮司（久米村總役），為久米村的首領。